# Kaden Groves
Pour les articles homonymes, voir Groves.
Kaden Groves, né le 23 décembre 1998 à Gympie dans le Queensland, est un coureur cycliste australien. Spécialiste du sprint, il a notamment gagné sept étapes du Tour d'Espagne, deux étapes du Tour d'Italie et une étape du Tour de France, faisant de lui le 114e coureur à avoir obtenu une victoire d'étapes sur les trois grands tours.

## Biographie

### Junior
En 2016, Kaden Groves devient champion d'Australie sur route juniors (moins de 19 ans). Avec le passage dans la catégorie des espoirs (moins de 23 ans), il rejoint l'équipe continentale australienne St George Continental. Dès sa première saison, il remporte une étape du Tour de Fuzhou.

### Michelton/BikeExchange/Jayco (2018-2022)

#### 2018
En cours de saison 2018, il signe avec l'équipe continentale chinoise Équipe cycliste Mitchelton-BikeExchange, réserve de la formation à la formation World Tour Mitchelton-Scott. Avec cette équipe, il décroche trois succès d'étape sur l'UCI Asia Tour.

#### 2019
Au cours de la saison 2019, Groves passe dans l'équipe néerlandaise SEG Racing Academy. Grâce à ses qualités de sprinteurs, il s'impose à quatre reprises sur les courses par étapes de l'UCI Europe Tour. En août, il devient stagiaire au sein de l'équipe World Tour Mitchelton-Scott, puis signe un contrat professionnel au sein de cette formation à partir de la saison 2020,. 

#### 2020
Avec sa nouvelle équipe, Groves s'illustre dès le début de la saison 2020 avec deux victoires d'étape sur le Herald Sun Tour. Fin août, il est leader du Tour de Hongrie au départ de la dernière étape, mais perd plus de 17 minutes lors de celle-ci, sur un profil très montagneux. 

#### 2021
En 2021, il est champion d'Australie du critérium. Il s'impose également sur le prologue du Tour de Slovaquie et porte le maillot de leader pendant une journée.

#### 2022: une étape de Grand Tour
Le 22 mars 2022, après plusieurs podiums depuis le début de l'année, il signe son premier succès sur le World Tour en gagnant au sprint la 2e étape du Tour de Catalogne. Trois semaines plus tard, il remporte une étape du Tour de Turquie. En mai, il est troisième du Tour d'Estonie. En août, il prend le départ du Tour d'Espagne, son premier grand tour. Après deux tops 10 lors de la première semaine, il remporte au sprint la 11e étape au Cabo de Gata devant Danny van Poppel et Tim Merlier, sa première victoire d'étape dans un Grand Tour.

### Alpecin-Deceuninck (depuis 2023)

#### 2023: quatre étapes de grands tours
Kaden Groves rejoint Alpecin-Deceuninck à partir de 2023 pour deux saisons. En mars 2023, il gagne au sprint deux étapes du Tour de Catalogne devançant chaque fois Bryan Coquard. Le 1er avril, il remporte la Volta Limburg Classic battant Maxim Van Gils dans un sprint à deux. En mai, au Tour d'Italie 2023, après deux troisièmes places lors des premières étapes, il remporte à Salerne la 5e étape devant Jonathan Milan, étape marquée par la chute sur la ligne d'arrivée de Mark Cavendish. Malade, il abandonne au cours de la 12e étape. Le 29 août, il gagne au sprint la 4e étape du Tour d'Espagne à Tarragone, dépassant Sebastián Molano dans les derniers mètres et réalise le doublé le lendemain à Borriana en devançant Filippo Ganna. Il conclut la course en gagnant la dernière étape et le classement par points.

#### 2024
L’Australien commence sa saison sur l’UAE Tour avec comme objectif de disputer les sprints finaux mais ne parvient qu’à accrocher un seul top 10. Il ne parvient pas non-plus à performer sur Paris-Nice et abandonne dès la 5e étape, douloureux du genoux. Sa saison continue avec le Tour d'Italie où il ne gagne pas d'étapes mais monte toutefois trois fois sur le podium et termine deuxième du classement par points derrière Jonathan Milan. En juin, il finit 3e de la Brussels Cycling Classic, battu par une échappée. Toujours à la recherche d’une première victoire Kaden Groves s’élance de Lisbonne avec comme objectif de conserver son titre de meilleur sprinteur de la Tour d’Espagne. Et c’est dès la première étape en ligne de cette édition que l’Australien renoue avec la victoire en remportant la 2e étape. Il gagne aussi les 14e et 17e étapes. L'abandon de Wout van Aert, victime d'une lourde chute, lui permet de porter le maillot vert à l'issue de la 16e étape.

## Palmarès sur route

### Par années
- 2016

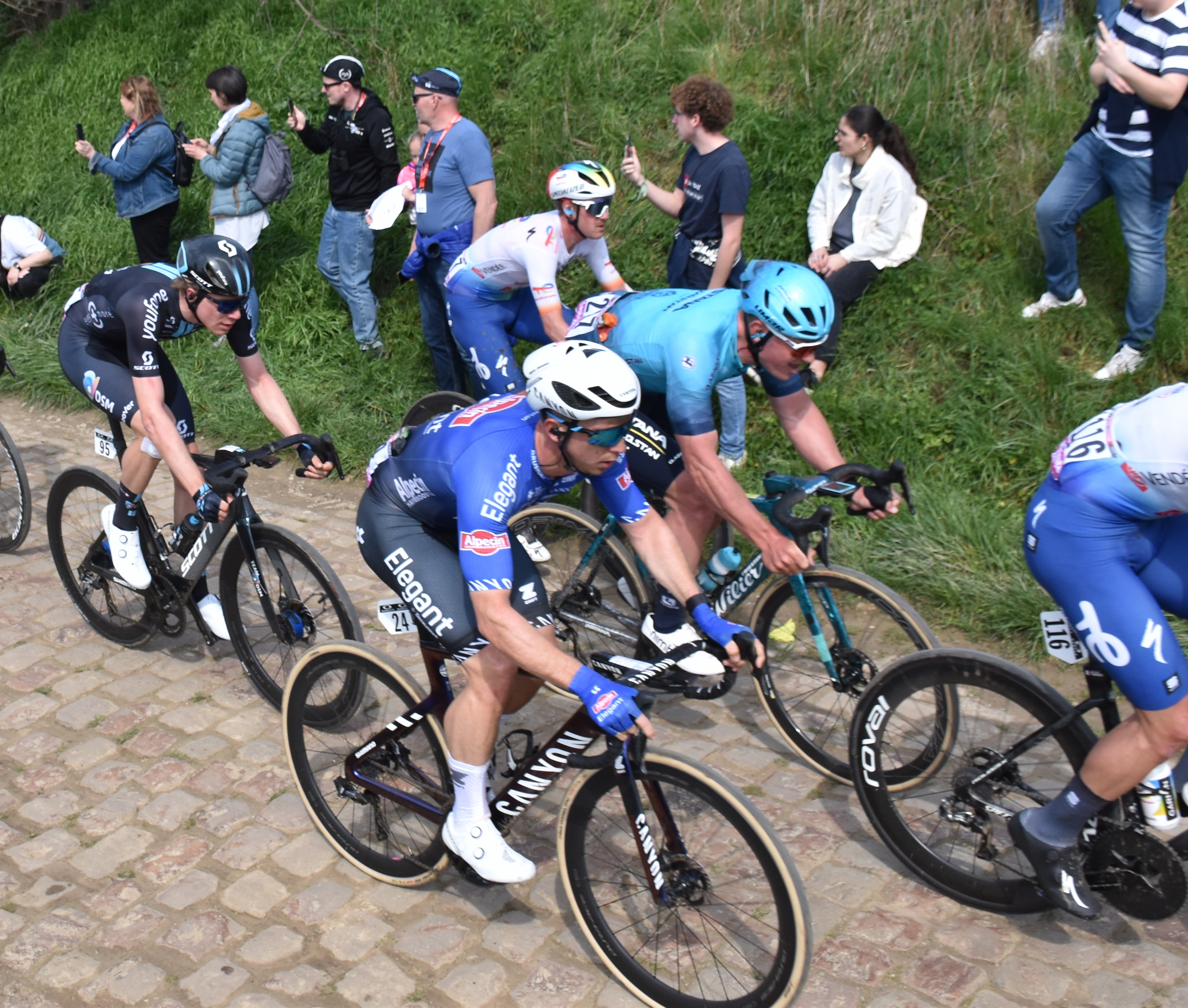
Kaden Groves sur Paris-Roubaix 2023, dans le secteur pavé de Quiévy à Saint-Python.

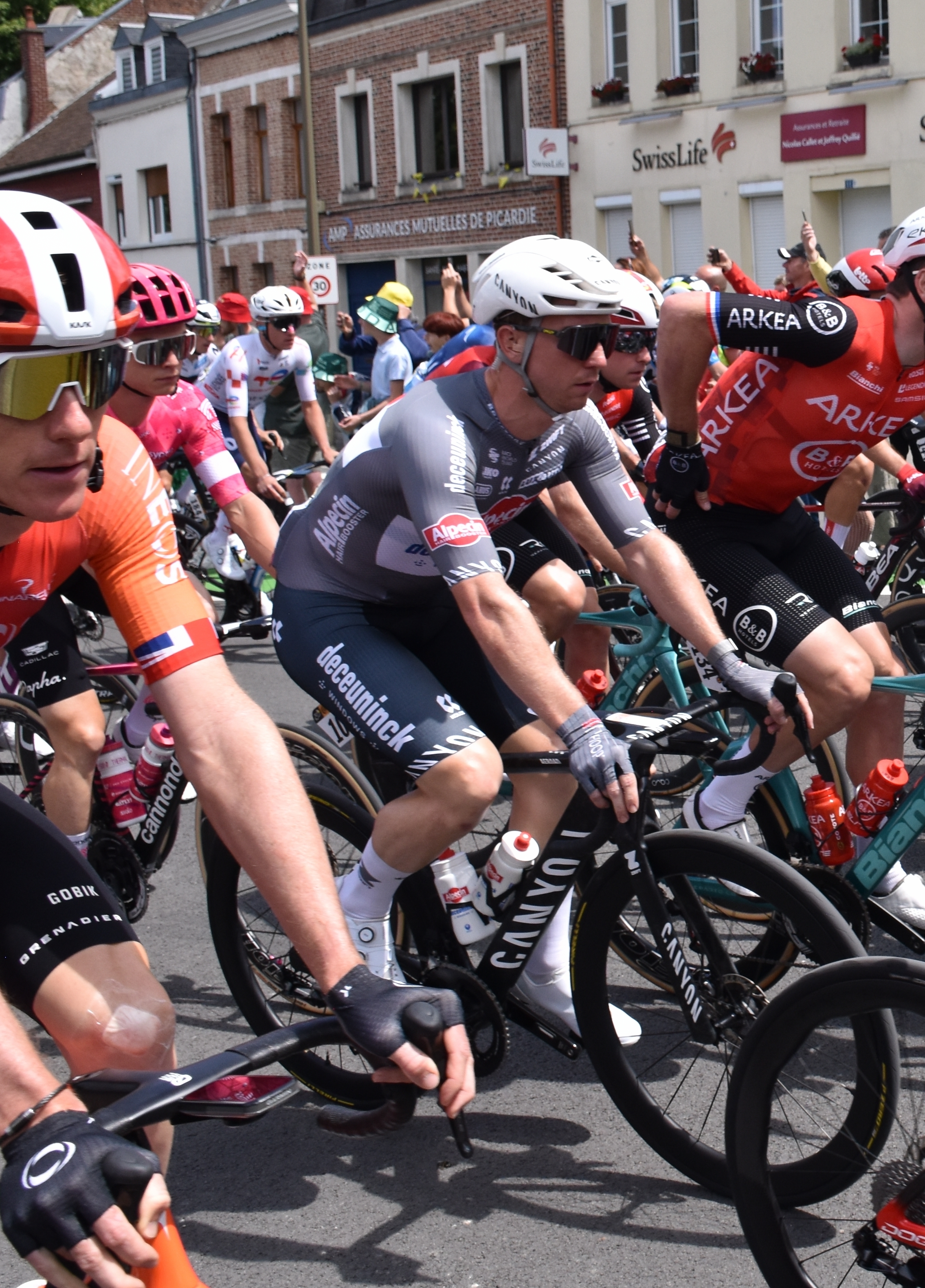
Kaden Groves lors du Tour de France 2025.

  -  Champion d'Australie sur route juniors
  - Darren Smith Cycle Classic
- 2017
  - 1re et 6e étapes du Tour du lac Poyang
  - 3e étape du Tour de Fuzhou
- 2018
  - 13e étape du Tour du lac Qinghai
  - 1re étape du Tour de Quanzhou Bay
  - 5e étape du Tour de Fuzhou
  - 3e du Tour de Chine II
- 2019
  - 1re et 3e étapes du Triptyque des Monts et Châteaux
  - 1re et 4e étapes du Circuit des Ardennes International
  - 1re étape de la Ronde de l'Isard
  - 2e d'Eschborn-Francfort espoirs
- 2020
  - 3e et 5e étapes du Herald Sun Tour
  - 1re étape du Czech Cycling Tour (contre-la-montre par équipes)
  - 2e du championnat d'Australie du critérium
- 2021
  -  Champion d'Australie du critérium
  - Prologue du Tour de Slovaquie
- 2022
  - 2e étape du Tour de Catalogne
  - 2e étape du Tour de Turquie
  - 11e étape du Tour d'Espagne
  - 3e du Tour d'Estonie
- 2023
  - UCI Oceania Tour
  - 4e et 6e étapes du Tour de Catalogne
  - Volta Limburg Classic
  - 5e étape du Tour d'Italie
  - 4e, 5e et 21e étapes du Tour d'Espagne
  - 2e du Tour de Münster
  - 2e de la Famenne Ardenne Classic
  - 3e de la Schwalbe Classic
- 2024
  - 2e, 14e et 17e étapes du Tour d'Espagne
  - 3e de la Brussels Cycling Classic
- 2025
  - 6e étape du Tour d'Italie
  - 20e étape du Tour de France
  - 5e de Milan-San Remo

### Résultats sur les grands tours

#### Tour de France
1 participation
- 2025 : 86e, vainqueur de la 20e étape

#### Tour d'Italie
3 participations
- 2023 : abandon (12e étape), vainqueur de la 5e étape
- 2024 : 91e
- 2025 : 107e, vainqueur de la 6e étape

#### Tour d'Espagne
3 participations
- 2022 : 113e, vainqueur de la 11e étape
- 2023 : 122e,  vainqueur du classement par points, vainqueur des 4e, 5e et 21e étapes
- 2024 : 100e, vainqueur des 2e, 14e et 17e étapes,  vainqueur du classement par points

### Classements mondiaux
| Année                                 | 2017  | 2018 | 2019 | 2020 | 2021  | 2022 | 2023 | 2024 |
| ------------------------------------- | ----- | ---- | ---- | ---- | ----- | ---- | ---- | ---- |
| Classement mondial                    | 2720e | 638e | 443e | 341e | 1151e | 209e | 24e  | 36e  |
| UCI Asia Tour                         | 529e  | 56e  |      |      |       |      |      |      |
| UCI Oceania Tour                      | nc    | nc   | 23e  | 24e  | 46e   | 14e  | 1er  | 3e   |
|                                       |       |      |      |      |       |      |      |      |
| Légende : nc = non classéSource : UCI |       |      |      |      |       |      |      |      |

## Palmarès sur piste

### Championnats d'Australie
- 2017
  -  Champion d'Australie de course aux points